# Jajce
Jajce – miasto w Bośni i Hercegowinie, w Federacji Bośni i Hercegowiny, w kantonie środkowobośniackim, siedziba gminy Jajce. Leży nad rzeką Vrbas. W 2013 roku liczyło 7172 mieszkańców, z czego większość stanowili Chorwaci.

Meczet

Na przełomie XIV i XV wieku książę chorwacko-bośniacki Hrvoje Vukčić Hrvatinić zbudował w Jajcach zamek, który z czasem stał się siedzibą królów bośniackich. U schyłku średniowiecza miasto stało się ośrodkiem sekty bogomiłów, której członkowie wybudowali pod miastem skalne katakumby.
Przed wojną domową, z początkiem lat 90. w Jajcach mieszkało około 45 tys. mieszkańców, jednak wskutek działań wojennych i ucieczki znacznej części mieszkańców, obecnie liczba ludności jest niższa o ok. 15 tys.
Jajce to istotny ośrodek turystyczny – znajdują się tutaj pozostałości starożytnej świątyni Mitry, ruiny fortecy i szczątki obwarowań średniowiecznych, romańska dzwonnica oraz katakumby z kryptą królewską z XV wieku. W pobliżu znajduje się malowniczy wodospad na rzece Pliva o wysokości 30 m.
Rozwinął się tutaj przemysł chemiczny, metalowy, drzewny oraz hutniczy.

## Miasta partnerskie
- Alaçati
- Virovitica
- Zenica